# Běleč nad Orlicí
Běleč nad Orlicí (německy Großbieltsch) je obec v okrese Hradec Králové v Královéhradeckém kraji. Leží zhruba osm kilometrů východně od centra Hradce Králové. Žije v ní 418 obyvatel.

## Historie
První písemná zmínka o obci pochází z roku 1336. Z obce pocházel Čeněk Král (1869–1955) a měla zde domovské právo také jeho dcera, právnička a politička Milada Horáková, zavražděná komunisty roku 1950. Na místní evangelickém hřbitově je hrob rodiny Horáků, do kterého byly přeneseny ostatky manžela Milady Horákové Bohuslava Horáka.

## Přírodní poměry
Vesnice stojí ve Orlické tabuli na hranici přírodního parku Orlice. Podél severní hranice jejího správního území protéká řeka Orlice, jejíž tok zde je součástí přírodní památky Orlice. Na západním okraji vesnice se nachází přírodní památka Bělečský písník a na opačné straně přírodní památka Na bahně. V lesích jižně od vesnice leží přírodní památka Běleč – střelnice.

## Obyvatelstvo
| Rok            | 1869 | 1880 | 1890 | 1900 | 1910 | 1921 | 1930 | 1950 | 1961 | 1970 | 1980 | 1991 | 2001 | 2011 | 2021 |
| -------------- | ---- | ---- | ---- | ---- | ---- | ---- | ---- | ---- | ---- | ---- | ---- | ---- | ---- | ---- | ---- |
| Počet obyvatel | 353  | 399  | 361  | 357  | 340  | 325  | 294  | 239  | 245  | 215  | 196  | 183  | 215  | 319  | 413  |
| Počet domů     | 43   | 45   | 44   | 45   | 46   | 49   | 62   | 70   | 67   | 68   | 63   | 70   | 81   | 113  | 144  |

## Obecní správa

### Obecní symboly
Znak a vlajka byly obci uděleny rozhodnutím předsedy Poslanecké sněmovny Parlamentu České republiky dne 10. září 2021.

## Pamětihodnosti
- evangelická škola (čp. 10), dnešní obecní úřad a knihovna
- Venkovská usedlost čp. 34
- Smírčí kámen s vytesaným křížkem stojí po pravé straně lesní cesty z Bělče do Malšovy Lhoty
- Jihovýchodně od vesnice se nachází přírodní památka Běleč – střelnice.

## Galerie

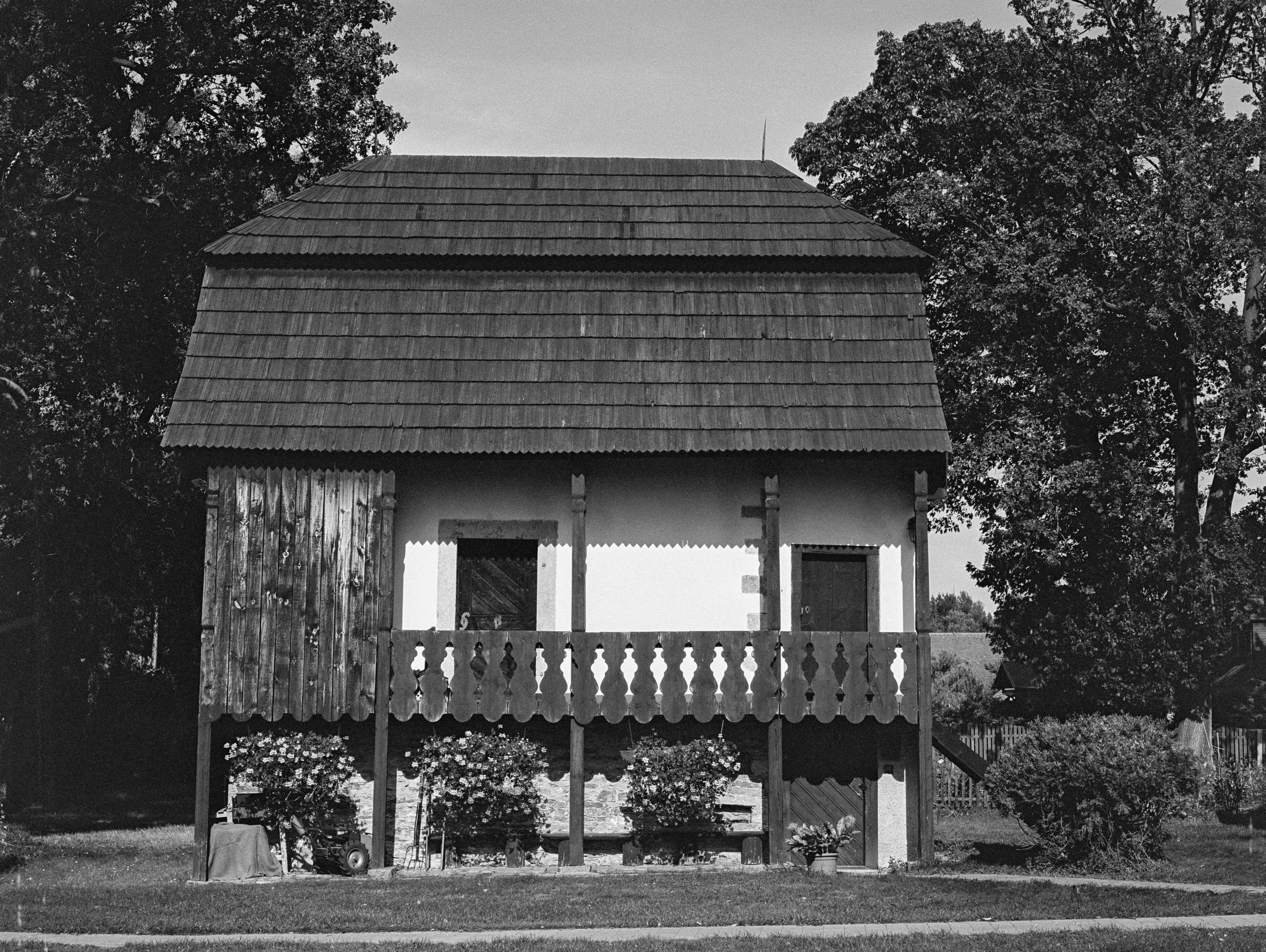
Špýchar
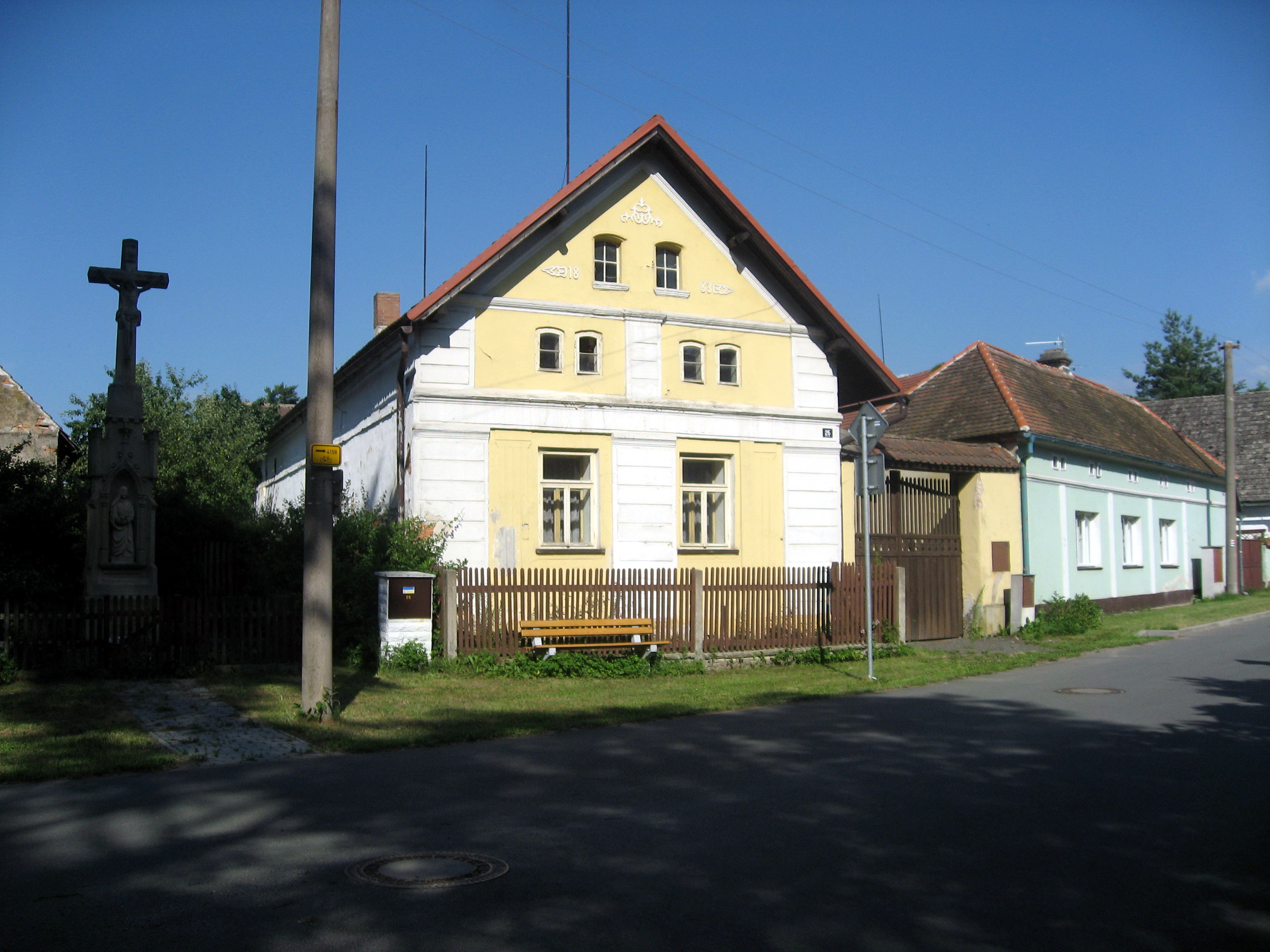
Stavení čp. 7
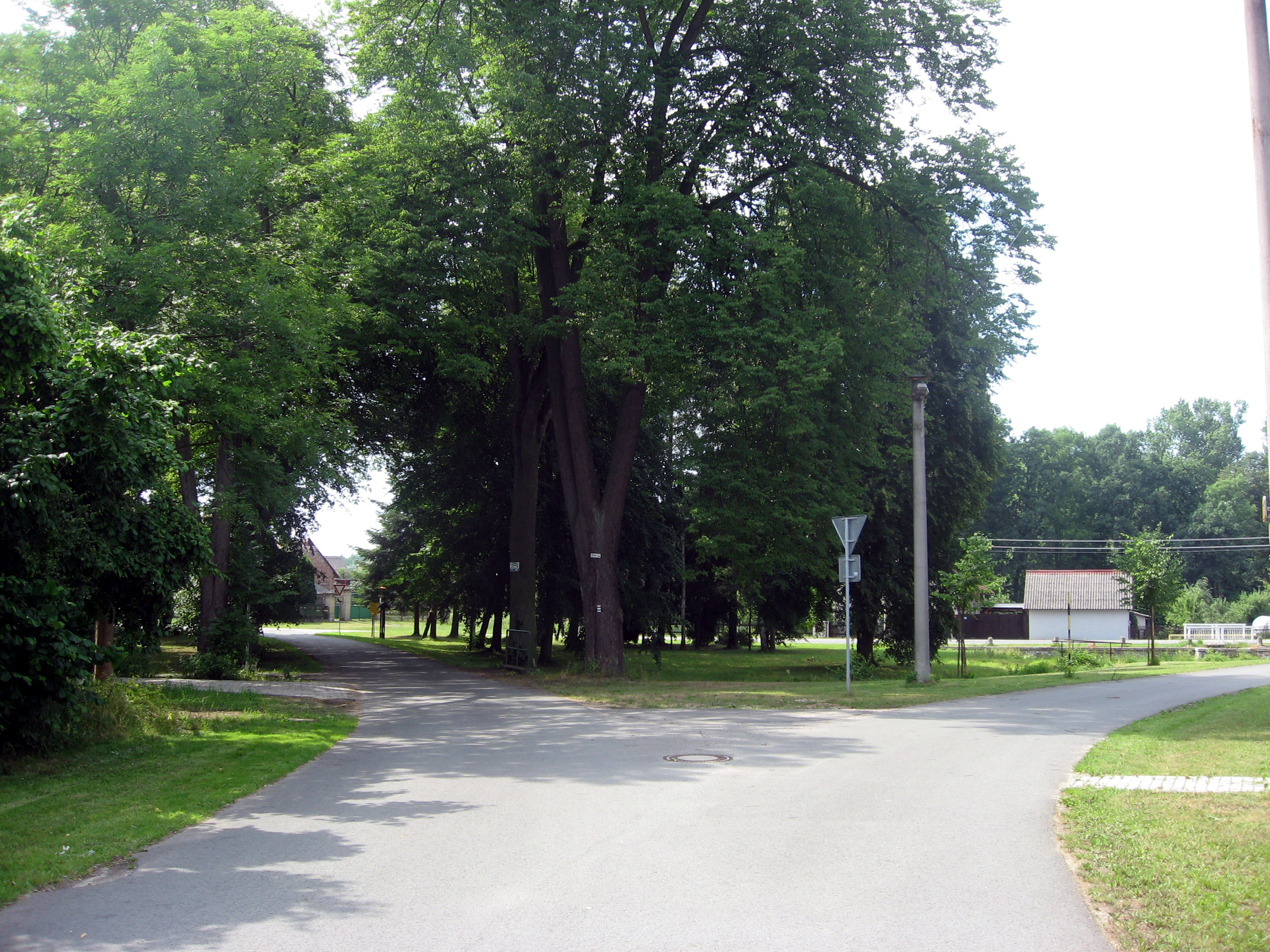
Křižovatka
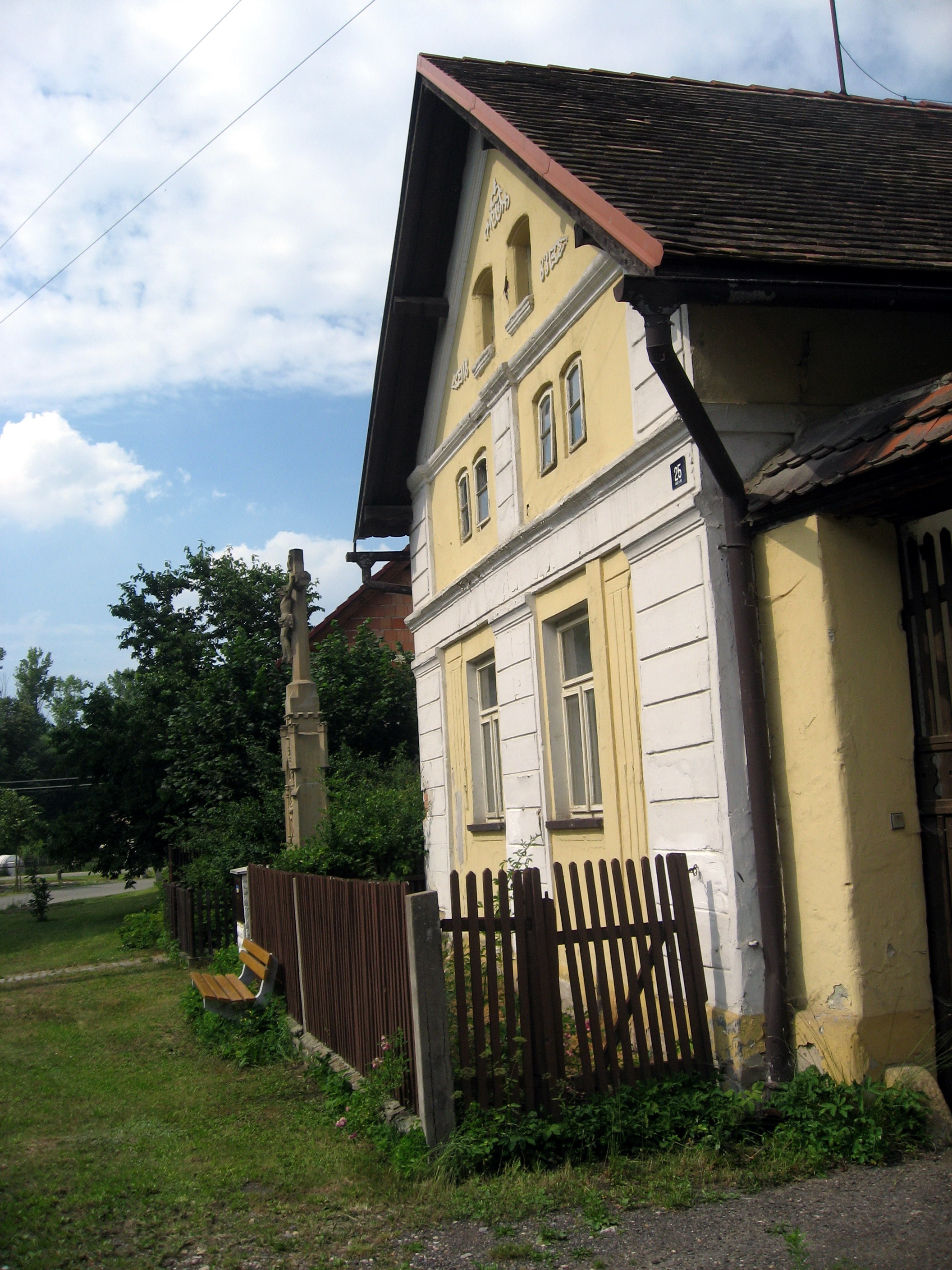
Stavení
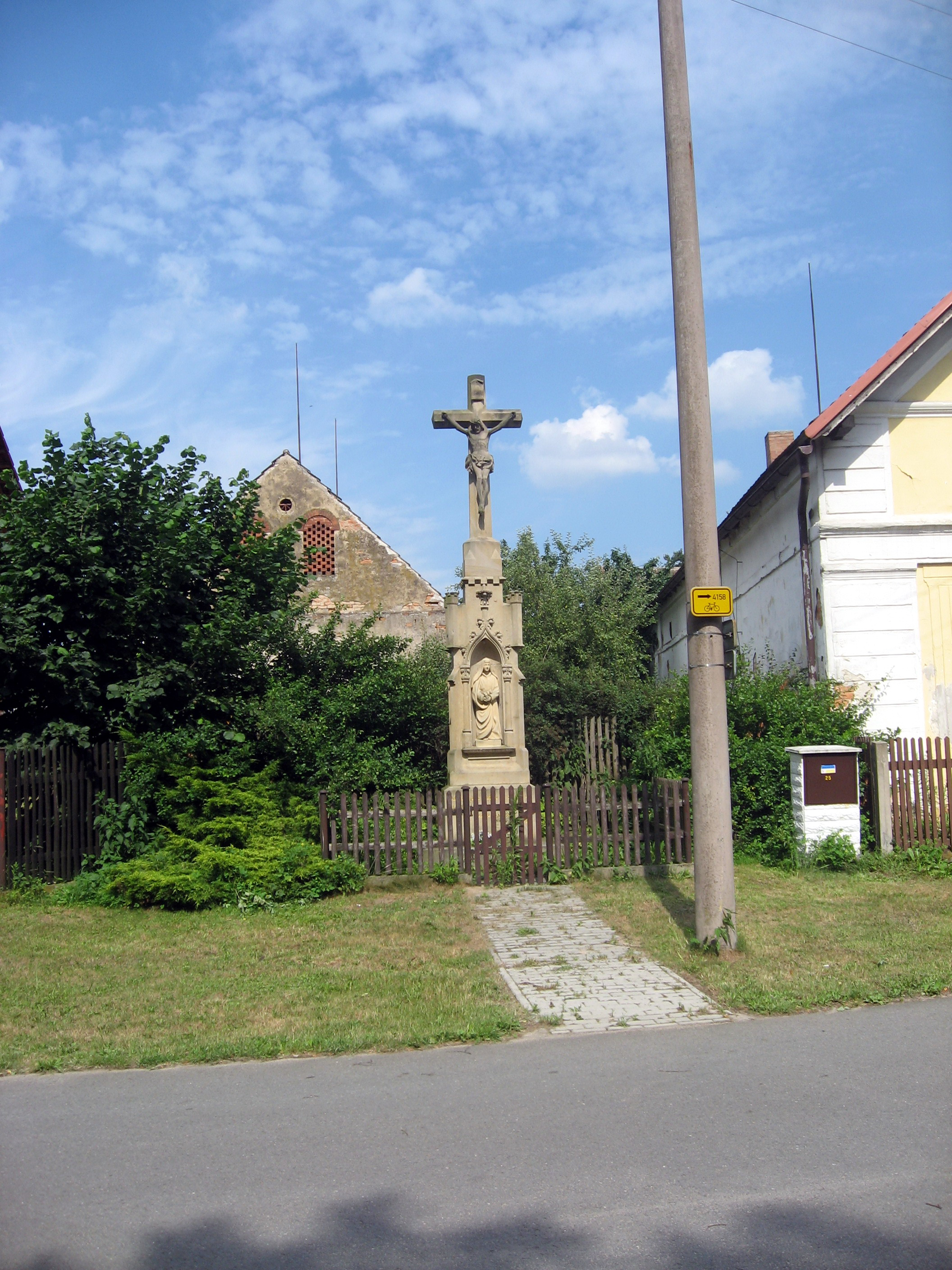
Křížek
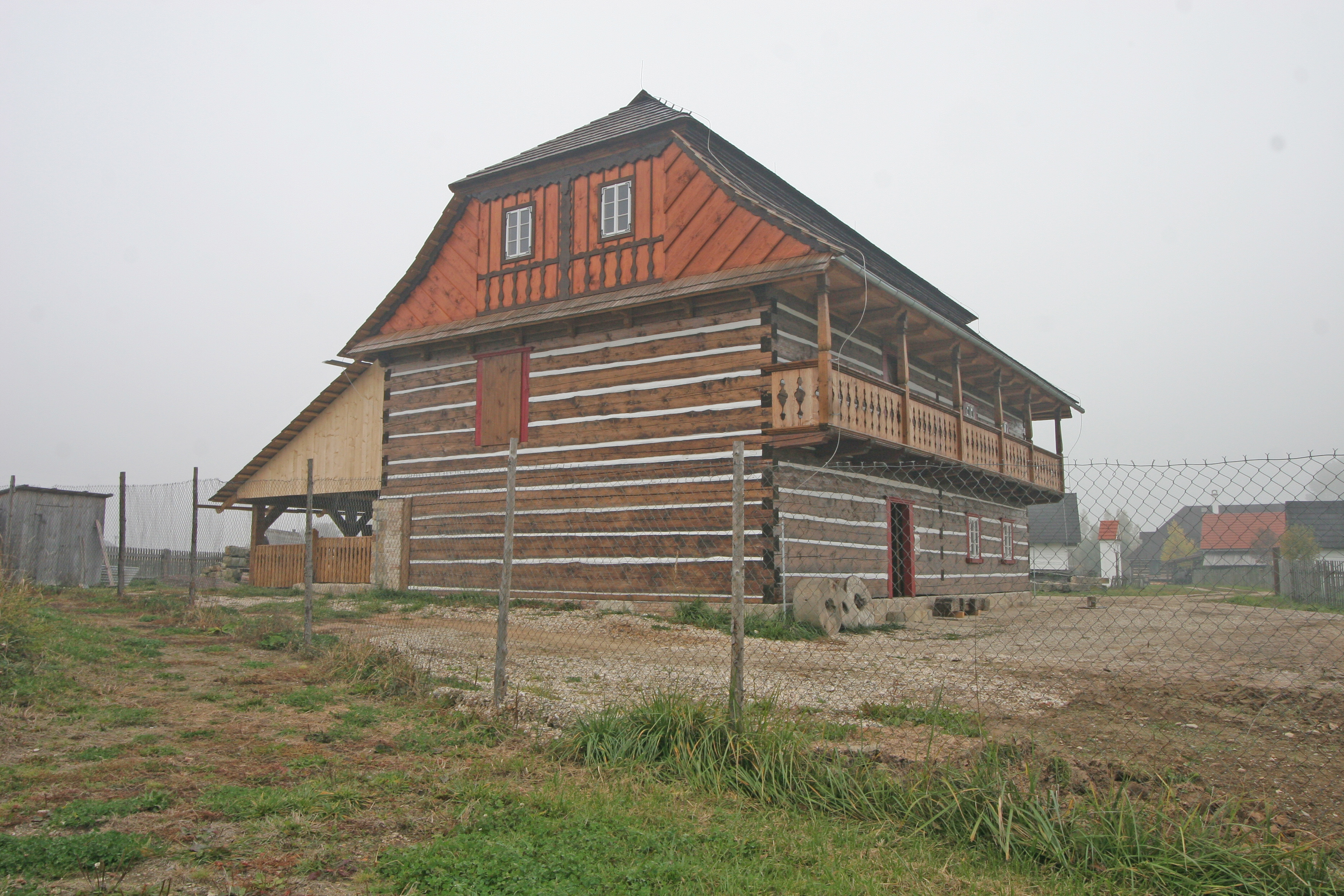
Vodní mlýn
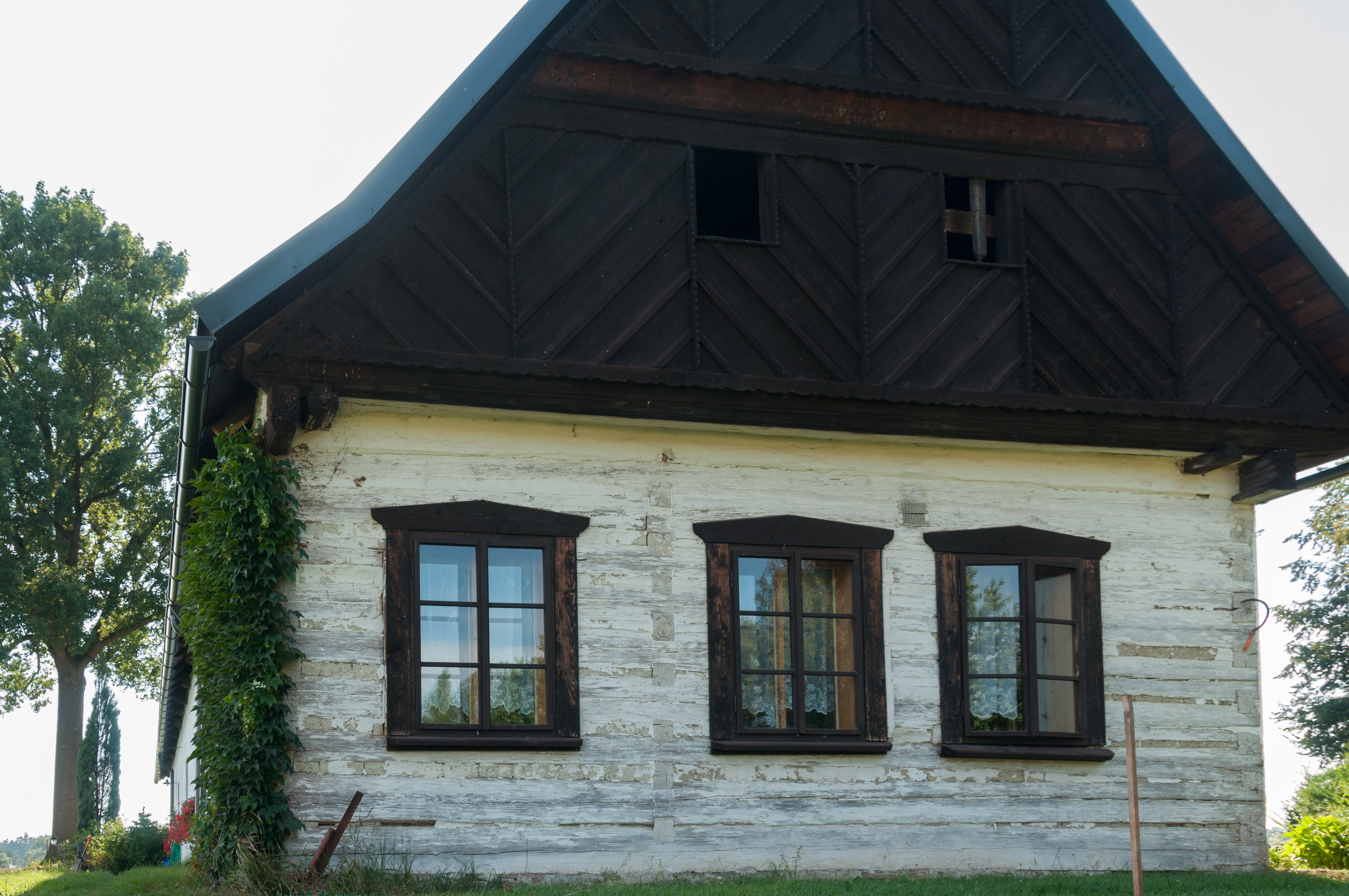
Venkovská usedlost
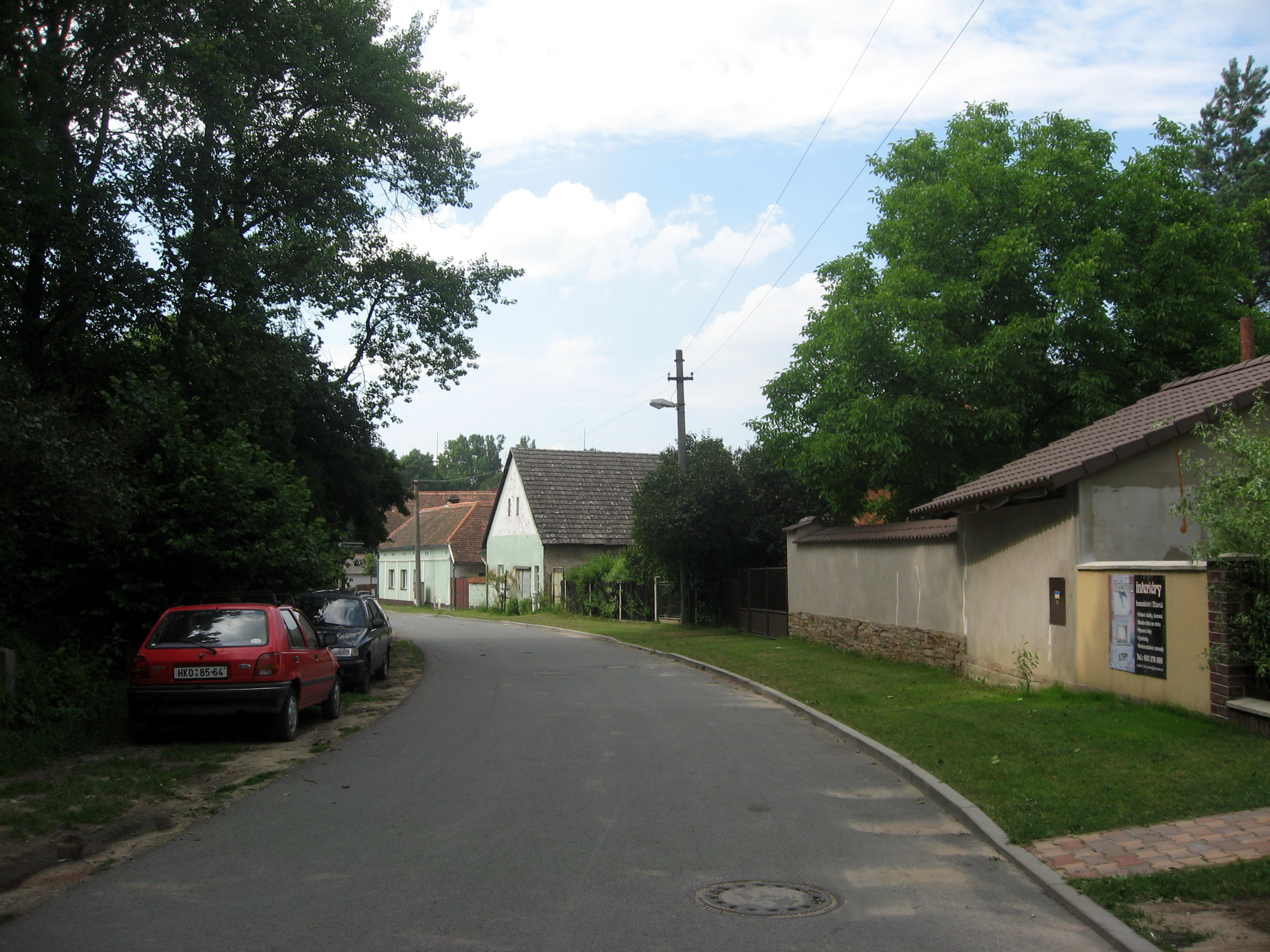
Ulice